# (73671) 1984 BH6
(73671) 1984 BH6 este un asteroid din centura principală, descoperit pe 26 ianuarie 1984 de Edward Bowell.